# Anne xứ Alençon
Anne xứ Alençon (tiếng Pháp: Anne xứ Alençon;tiếng Ý: Anna d'Alençon) (30 tháng 10, 1492 – 18 tháng 10, 1562), Phu nhân La Guerche, là một nữ quý tộc người Pháp thời kỳ Phục Hưng, Hầu tước phu nhân xứ Montferrato, vợ của William IX, Hầu tước xứ Montferrat. Bà nhiếp chính Montferrato cho con trai Boniface từ năm 1518 cho đến 1530.

## Cuộc sống
Anne là người con thứ ba của René, Công tước xứ Alençon với người vợ thứ hai Margaret xứ Lorraine, con gái của Frederick II, Bá tước xứ Vaudémont với Yolande, Nữ công tước xứ Lorraine. Cha bà mất hai ngày sau khi bà được sinh ra.

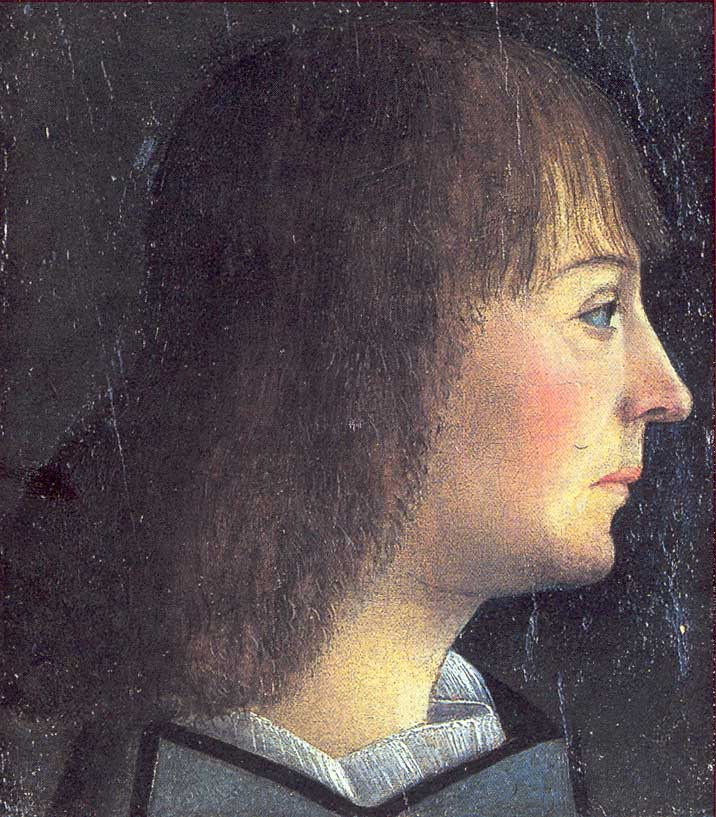
Chân dung người chồng của Anne, William IX xứ Montferrat, bởi Macrino d'Alba

Bà được đính hôn với William IX, Hầu tước xứ Montferrat của nhà Palaiologos năm 1501 và chính thức kết hôn vào ngày 31 tháng 10, 1508, một ngày sau sinh nhật lần thứ 16 của bà, tại nhà thờ St. Sauveur, Blois. Với William bà có ba người con: Maria (1509–1530), Margherita, (1510–1566), và Boniface IV, Hầu tước xứ Montferrat (1512–1530).
Năm 1517, con gái trưởng của bà, Maria, được đính hôn với Federico II Gonzaga, con trai của Isabella d'Este,sau là hầu tước và công tước xứ Mantova. Tuy nhiên, Federico đã tố cáo rằng Maria hạ độc tình nhân của ông Isabella Boschetti, và ngày sau đó cuộc đính hôn bị bãi bỏ.
Sau khi William mất năm 1518, Boniface kế thừa ngôi hầu tước và các lãnh địa. Anne, tuy nhiên, vì tân hầu tước còn quá nhỏ, nên đã thực hiên nhiếp chính cho đến tháng 6 năm 1530 khi con trai bà qua đời ở tuổi 17. Ngôi hầu tước sau đó được truyền lại cho John George, em chồng của bà, trước đó là trưởng tu viện Lucedio và giám mục Casale.
Cái chết của Boniface cũng thôi thúc Federico II Gonzaga mong muốn hàn gắn lại lời đính hôn với Maria, mục đích sau này sẽ thừa kế Montferrat. Tuy nhiên, sau cái chết bất ngờ của Maria vào tháng 9 năm 1530 đã khiến Federico chuyển hướng lời đính hôn sang em gái của Maria, Margherita. Sau nhiều cân nhắc cho hôn nhân của con gái mình, Anne chọn liên kết với Nhà Gonzaga và lời đề nghị kết hôn với Margherita của Federico được chấp nhận vào tháng 10, 1531.
Năm 1533, Hầu tước John George qua đời, để lại một người con ngoài giá thú, nhưng không có con thừa tự để nối ngôi. Các tranh chấp xoay quanh việc kế vị ngôi hầu tước Montferrat kéo dài trong vòng nhiều năm. Năm 1536 Karl V, Hoàng đế Thánh chế La Mã đã chỉ dụ rằng Margherita Paleologa và chồng, Federico II, Công tước xứ Mantua, sẽ cùng thừa hưởng phong ấp. Anne, tuy nhiên, quay lại trở thành người cai trị trên thực tế. Năm 1540, Federico II mất tại Marmirolo và con trai mới bảy tuổi Francesco trở thành Hầu tước Montferrat và Công tước Mantua. Margherita Paleologo Gonzaga trở thành nhiếp chính, cùng với em chồng Giáo chủ Ercole Gonzaga.
Còn Anne d'Alençon thì lui về hậu màn và gia nhập một nữ tu viện thuộc dòng Đa Minh của Catarina thành Siena gần kề với cung điện của mình tại Casale Monferrato. Bà mất ngày 18 tháng 10, 1562, chỉ trước ngày sinh nhật của bà gần hai tuần.